# Dugardyn
Dugardyn is de naam van opeenvolgende Belgische architecten, gespecialiseerd in restauratie, gevestigd in Brugge.

## Antoine Dugardyn
Antoine Dugardyn (Brugge, 23 april 1889 - 28 februari 1962) was de elfde van de zestien kinderen van de Brugse stadsontvanger Eugène Dugardyn (1851-1922) en Caroline van der Ghote (1856-1928). Hij trouwde met Antoinette De Jaegere (1891-1979) en naast drie kinderen die nauwelijks een dag leefden, hadden ze een enige zoon, Luc Dugardyn.
In 1911 behaalde hij zijn diploma aan de Sint-Lucasschool in Gent. Op 15 april 1911 ondertekende Dugardyn zijn eerste bouwaanvraag. Het ging om een ontwerp van restauratie van het ouderlijk huis, het Hof van Maldegem, Garenmarkt 5 (in 1974 als monument beschermd).
In 1914 bevond hij zich in Engeland en meldde zich als vrijwilliger voor het Belgisch leger. Hij werd geïncorporeerd als chauffeur bij het vervoerkorps. Zijn voornaamste activiteit bestond er in tot in de eerste linies de gewonden te gaan ophalen met een ziekenwagen. Na geveld te zijn in 1918 door de Spaanse griep maakte hij, nadat hij herstelde, nog twee jaar deel van het bezettingsleger in Duitsland.
In 1920 hernam hij zijn activiteiten als architect en werkte hoofdzakelijk voor de heropbouw van de 'verwoeste gewesten' in West-Vlaanderen. Onder zijn ontwerpen zijn te vermelden:
- Westrozebeke: parochiekerk en scholen
- Oudekapelle: parochiekerk en scholen
- Nieuwkapelle: parochiekerk en scholen
- Westrozebeke: het gemeentehuis
- Wijtschate: het gemeentehuis
- Zonnebeke: het gemeentehuis
- Diksmuide: het postgebouw
- Diksmuide: het Sint-Aloysiuscollege.

Vanaf 1930 werden zijn activiteiten verlegd, hoofdzakelijk naar Knokke, Brussel en Gent, waar hij talrijke villa's en enkele hotels ontwierp, waaronder het Memlinghotel en het Golfhotel.
In Brugge werd zijn voornaamste opdracht het ontwerpen van de nieuwe kerk voor de parochie Christus Koning. In Knokke was hij, naast architect Viérin, medeontwerper van de pandgang bij de kerk en de pastorie van de Dominicanen in Het Zoute (1929).
Na de gedwongen werkloosheid tijdens de Tweede Wereldoorlog, hernam Dugardyn de villabouw in Knokke, meer bepaald in Het Zoute, alsook in het Brusselse.
Voor de Koninklijke Schenking voerde hij twee opdrachten uit:
- in het kasteel Stuyvenbergh verbouwde hij het zadelhuis tot kapel, ten behoeve van koningin Elisabeth;
- in Oostende ontwierp hij de heropbouw van de tijdens de oorlog verwoeste koninklijke villa.

Hij werd lid van de Koninklijke Commissie voor Monumenten en Landschappen, toen onder het voorzitterschap van Edmond Carton de Wiart.

## Luc Dugardyn
Luc Dugardyn (Brugge, 26 mei 1929 - 5 april 1994) was een zoon van architect Antoine Dugardyn. Hij trouwde met Françoise Pêtre (°Brugge, 1932) en ze kregen vier kinderen, onder wie Benoît Dugardyn en Antoine. Na zijn legerdienst als officier bij de zeemacht, nam hij de opvolging van zijn vader.
Meer dan zijn vader was Dugardyn gespecialiseerd in de restauratie van bouwkundig erfgoed. Hieronder zijn te vermelden:
- de Sint-Walburgakerk in Brugge
- de Onze-Lieve-Vrouw Bezoekingskerk van Lissewege
- het geboortehuis van Guido Gezelle in de Rolweg, omgevormd tot Gezellemuseum.
- de Proosdij van Sint-Donaas, Burgplein
- de Sint-Salvatorskathedraal, Brugge
- huizen in de Carmersstraat, o.m. voor de vzw Marcus Gerards en voor de stad Brugge.

Onder zijn nieuwbouwontwerpen zijn te vermelden:
- de stadsbibliotheek Biekorf in Brugge (samen met Luc Vermeersch)
- de jeugdbibliotheek Brugge, Spanjaardstraat
- het fabrieksgebouw Outboard Marine Belgium langs de Pathoekeweg.

Luc Dugardyn was:
- Commandeur in de Orde van het Heilig Graf van Jeruzalem.
- Lid, kerkmeester en proost van de Edele Confrérie van het Heilig Bloed.
- Lid van de Provinciale Commissie voor Monumenten en Landschappen.
- Lid van de kerkfabriek van de Sint-Walburgakerk.

## Antoine Dugardyn junior
Antoine Dugardyn (Brugge, 24 juni 1962) werd architect, in opvolging van zijn vader.
Van zijn restauraties zijn onder meer te vermelden:
- het kasteel Rodenbach-Mergaert in Roeselare
- de Peerdeposterij in Torhout
- de Sint-Salvatorskathedraal in Brugge, interieur en exterieur
- het Domein Adornes, Brugge
- het kasteel en de orangerie van Bossuit
- een landhuis in Nokere
- het Huidenvettershuis in Brugge
- het paleis Tafelrond in Leuven
- het huis Rolweg 8 in Brugge
- het Kantcentrum, Balstraat, Brugge
- de voormalige pastorie van de Onze-Lieve-Vrouweparochie, Brugge
- voormalige tabaksfabriek in Menen
- het Tolhuis, Brugge
- het voormalige Prinsenhof, Brugge
- het godshuis Moeder Anna, Brugge
- heester in de Annuntiatenstraat, Brugge
- jachthuis in Zedelgem
- het kunstmatig inseminatiecentrum in Zedelgem i.s.m. architect Karel Lantsoght
- brouwerij De Leeuw, Zedelgem
- het kasteel van Rumbeke
- de Onze-Lieve-Vrouwekerk van Lissewege
- de Stadsschouwburg Brugge i.s.m. architectenassociatie Karel Lantsoght & Géry Vandenabeele
- Adriaan Coffeebar in Brugge

Als nieuwbouw zijn te vermelden:
- de nieuwe vleugel van het hotel Dukes Palace, voormalig Prinsenhof
- sociale woningen in Ramskapelle i.s.m. architect Karel Lantsoght
- gebouw 'Juan Vivès' in de Katelijnestraat, Brugge
- het kantoorgebouw Deprez in Beernem
- een apotheek in Brugge
- herbouwen van een bouwvallige hofstede in Sint-Kruis
- sociale woningen bij het kasteel van Moerkerke i.s.m. architect Karel Lantsoght
- uitbreiding van het Hotel de Medici, Langerei, Brugge
- sociale woningen 'het Madeleintje', Gentpoortstraat, Brugge i.s.m. architect Karel Lantsoght
- Residentie Nachtegaal, Zedelgem i.s.m. architect Karel Lantsoght